# Vivarium (Kloster)
Vivarium (auch Monasterium Vivariense oder Kloster Vivariense) war ein süditalienisches Gelehrtenkloster des 6. Jahrhunderts.

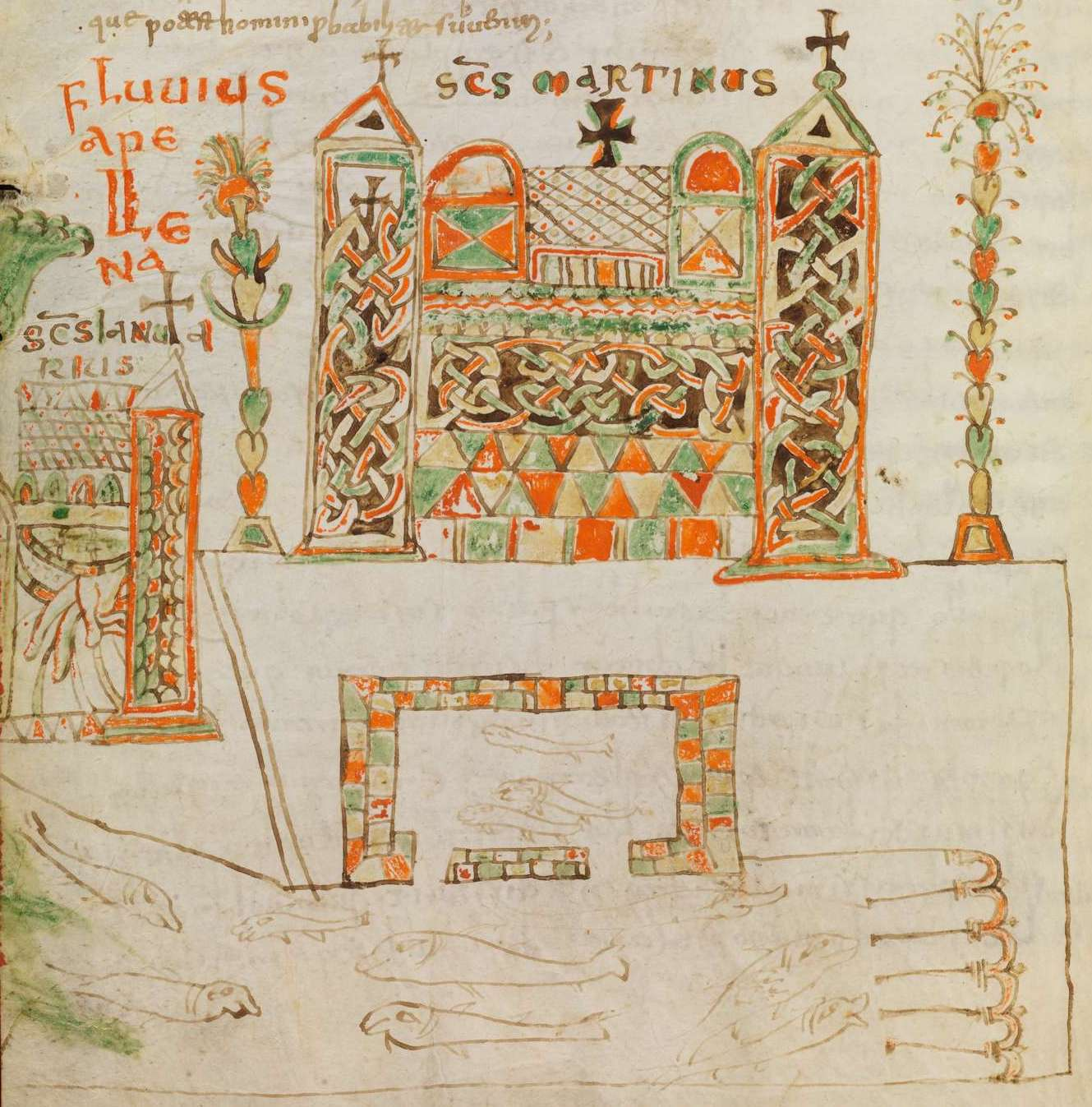
Darstellung des Klosters Vivarium mit den Fischbecken aus der Bamberger Institutiones-Handschrift Msc.Patr.61, fol. 29v.

## Überblick
Gegründet wurde das Vivarium um 554 von Cassiodor, der ursprünglich Minister des ostgotischen Königs Theoderichs des Großen war und sich nach der Eroberung des Ostgotenreiches durch die Byzantiner nach Kalabrien auf das Gut seines Vaters zurückzog, um sich philosophischen Studien zu widmen. Dort, in der Nähe der heutigen Gemeinde Squillace bei Catanzaro, gründete Cassiodor das Kloster Vivarium, dessen exakte Lage heute allerdings nicht mehr bekannt ist. Das Kloster verdankte seinen Namen den vielen Fischbecken, die sich in den umgebenden Felsen befanden. Cassiodor machte es den dort tätigen Mönchen mit der Studienordnung Institutiones divinarum et saecularium litterarum zur Aufgabe, antike Literatur, von Kirchenvätern ebenso wie von Philosophen, Rhetoren und Dichtern, zu sammeln und zu kopieren. Soweit diese in griechischer Sprache vorlag, übersetzte er sie selbst ins Lateinische. Damit erhielten die abendländischen Klöster neben ihrer bisherigen Aufgabe als Ort der Kontemplation auch den Rang von Bildungsstätten. Vivarium kommt dabei eine wichtige Vorreiterrolle zu.
Mit seiner Studienordnung schuf Cassiodor eine der konstitutiven Voraussetzungen für die abendländischen Schulen. Er sah Vivarium als Bildungsgemeinschaft, in der es ihm in Anlehnung an eine Intention Ciceros auch um die Verwirklichung einer Vorstellung idealer Natürlichkeit ging. Die Bildung des Individuums war der Bildung der Gemeinschaft vorgeordnet. Die Schulpraxis in der Klosterakademie stützte sich formal auf die ciceronische Überzeugungsrhetorik als erzieherischen Lehransatz. Die pädagogische Intention Cassiodors stimmte mit Zielsetzungen der Schule von Nisibis überein.
Nachdem mit dem Untergang des Weströmischen Reiches 476 in den germanischen Nachfolgestaaten die Infrastruktur und die Bildungseinrichtungen, die einen Fortbestand der Schriftkultur hätten gewährleisten können, vielerorts zusammengebrochen waren und lediglich der Klerus an den Bischofssitzen noch über die entsprechenden Grundkenntnisse verfügte, bildete das Kloster Vivarium den Beginn des mittelalterlichen Klosterbibliothekswesens, mit dem Wissen der Antike in die späteren Jahrhunderte „hinübergerettet“ wurde.
Das Kloster Vivarium selbst wurde zwar bald nach dem Tod Cassiodors (um 583) wieder aufgelöst, doch wurden in der Folge nach seinem Vorbild im gesamten lateinischsprachigen Raum analoge Bildungsstätten gegründet und boten den Bücherverlusten in der Spätantike Einhalt.